# Kenneth L. Johnson
Kenneth Langstreth Johnson (* 19. März 1925 in Barrow-in-Furness; † 21. September 2015) war ein britischer Ingenieurwissenschaftler für Mechanik.
Er studierte an der Manchester University mit dem Bachelorabschluss 1944, dem Masterabschluss 1949 und der Promotion 1955. 1944 bis 1949 war er technischer Assistent bei Rotol Limited und 1949 bis 1954 Assistant Lecturer an der Universität Manchester. Er war Professor an der Universität Cambridge, wo er 1954 als Lecturer begann und 1992 emeritierte. Er ist bekannt für Beiträge zur Kontaktmechanik.
2006 erhielt er die Timoshenko Medal, 1991 den Mayo D. Hersey Award und 1999 die William Prager Medal. 1982 wurde er Fellow der Royal Society, deren Royal Medal er 2003 erhielt. Er war auch Fellow der Royal Academy of Engineering.
Er war seit 1954 verheiratet und hat drei Kinder.

## Schriften
- Contact Mechanics, Cambridge University Press 1985
- mit Kevin Kendall, Alan D. Roberts: Surface energy and the contact of elastic solids, Proc. Roy. Soc. A, Band 324, 1971, S. 301–313 (JKR Theorie)